# Apocalipsa lui Ioan

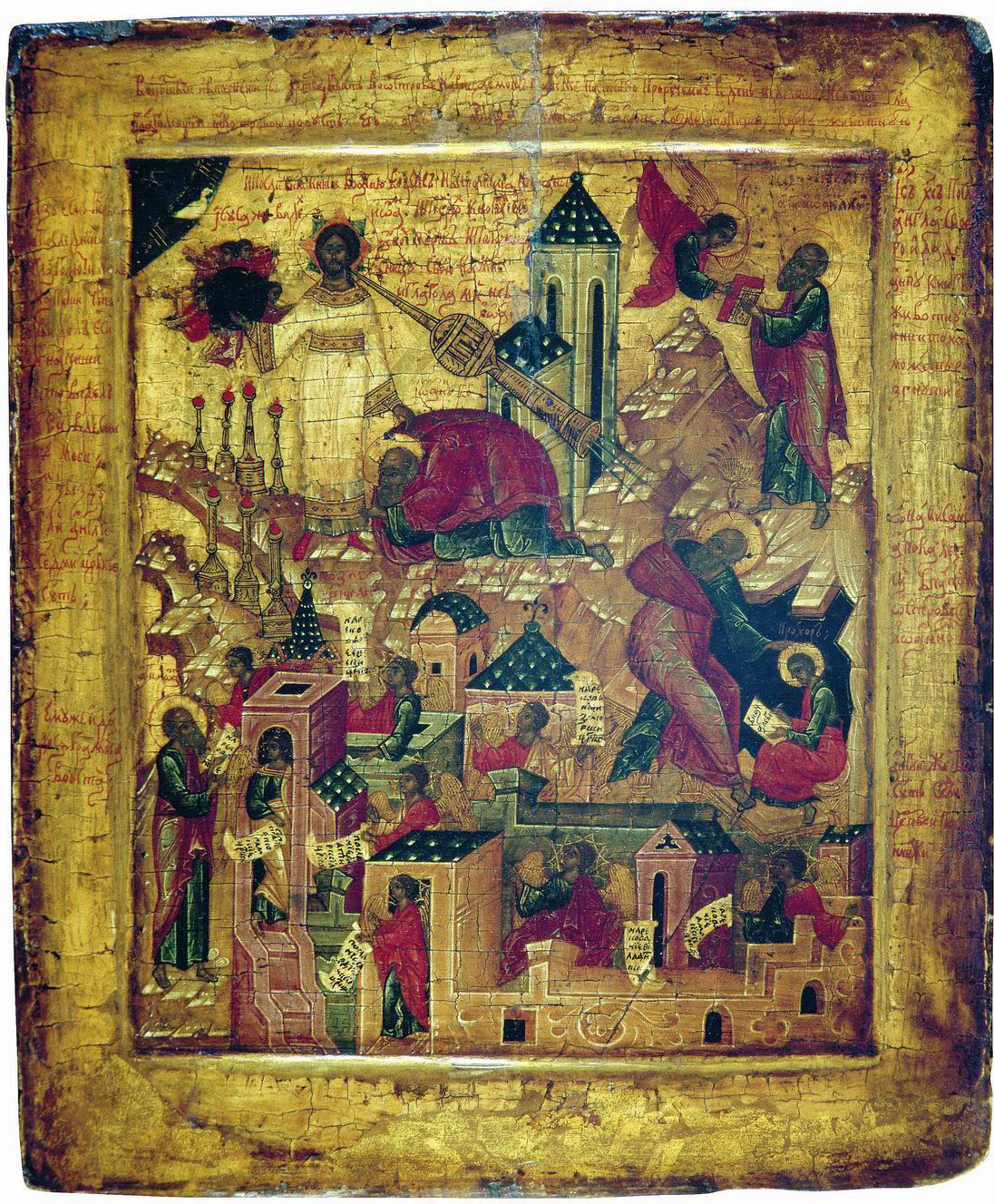
Icoană din sec. al XVI-lea reprezentând evenimentele descrise în Apocalipsa lui Ioan

Apocalipsa lui Ioan sau Revelația lui Ioan (spus scurt, Apocalipsa sau Revelația, în greacă Ἀποκάλυψις Ἰωάννου, în trad. "Revelația, dezvăluirea lui Ioan") este ultima carte în canonul Noului Testament și singura carte biblică aparținând în întregime literaturii apocaliptice (cu excepția 2 Ezdra, canonică pentru Biserica Ortodoxă Rusă și Biserica Ortodoxă Etiopiană). Cf. Apocalipsa 1:9, autorul este de obicei denumit Ioan Teologul (uneori în mod controversat identificat cu Apostolul Ioan și/sau Ioan Prezbiterul), iar locul scrierii luat ca fiind Insula Patmos din Marea Egee. Contextul scrierii pare a fi persecutarea creștinilor, drept pentru care data scrierii este plasată fie circa 95 e.n., în timpul domniei lui Domițian, fie circa 64-69 e.n., în timpul sau imediat după domnia lui Nero. Mesajul cărții privește triumful escatologic al lui Isus Cristos asupra dușmanilor săi și ai Bisericii.

## Autorul

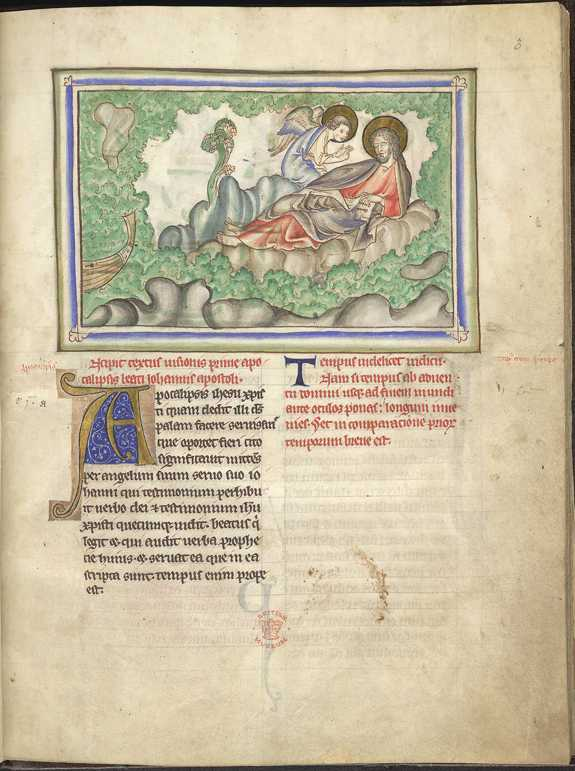
Lui Ioan îi apare un înger. Cartea Apocalipsei. Manuscris din secolul al XIII-lea. British Library, Londra.

Autorul apocalipsei se denumește pe sine drept „Ioan”. Autorul afirmă de asemenea că era în Patmos când a primit prima viziune. Ca urmare, autorul Apocalipsei este numit uneori Ioan de Patmos. Alți  comentatori teologici, precum  Donald Guthrie și J. Alec Motyer afirmă că viziunea este scrisă de către Ioan, dar viziunea are amprenta  lui Hristos. Chiar de la primul verset  din Apocalipsa lui Ioan 1:1 putem vedea acest lucru: "Descoperierea lui Isus Hristos,....". Ioan este doar ochiul care vede și mâna de lucru, care scrie.

### Viziunea timpurie
Iustin Martirul (c. 100-165 AD) care-l cunoștea pe Policarp de Smirna, învățăcel al lui Ioan, face o posibilă aluzie la această carte, și-l creditează pe Ioan ca autor al ei. Ireneu de Lyon (c. 115-202) ia asta drept fapt. La sfârșitul secolului al II-lea, este acceptată în Antiohia de către Theophilus (decedat c. 183), iar în Africa de Tertulian (c. 160-220). La începutul secolului al III-lea ea este adoptată de Clement din Alexandria și de către Origene din Alexandria și mai târziu de Methodius, Ciprian, Lactanțius, Dionisie din Alexandria, iar în secolul al V-lea de către Quodvultdeus. Eusebiu din Cezareea (ca. 263–339) era înclinat să considere Apocalipsa împreună cu cărțile acceptate, dar a trecut-o de asemenea în Antilegomena. Ieronim (347-420) o considera drept carte de mâna a doua. Cele mai multe canoane o includeau, dar unele, în special din Biserica Răsăriteană, o respingeau. Nu este inclusă în Peshitta (un Nou Testament timpuriu în aramaică).
Autorul Apocalipsei se numește pe sine „Ioan”, astfel că această carte a fost în mod tradițional atribuită apostolului Ioan. Referiri la scrierea ei de către apostol se află încă de la Iustin Martirul, în al său Dialog cu Trypho. Alte mărturii timpurii sunt de la Ireneu de Lyon, Clement din Alexandria, Tertulian, Ciprian de Cartagina și Ipolit de Roma. Totuși, această identificare a fost negată de alți Părinți ai Bisericii, incluzându-i Dionisie de Alexandria, Eusebiu din Cezareea, Chiril din Ierusalim, Grigore de Nazianz și Ioan Gură de Aur. Apocrifonul lui Ioan afirmă că Ioan a scris atât Apocrifonul cât și Apocalipsa. Donald Guthrie scria că dovezile oferite de Părinții Bisericii susțin identificarea autorului cărții cu apostolul Ioan.
Conform lui Epifanie de Salamina, un anume Caius din Roma credea că Cerinthus, un gnostic, era autorul Apocalipsei lui Ioan.
În secolul al treilea episcopul Dionisie din Alexandria respingea ideea că ea ar fi fost scrisă de un apostol, dar accepta cartea drept canonică. Dionisie credea că autorul era un al bărbat numit Ioan, și anume prezbiterul Ioan, învățătorul lui Papias, episcop de Hierapolis. Eusebiu din Cezareea a căzut mai târziu de acord cu Dionisie. Deoarece persoana autorului era una din considerentele necesare pentru canonizarea cărții, mai mulți Părinți ai Bisericii și Conciliul de la Laodicea au respins autoritatea Apocalipsei.

### Viziunea tradițională
Viziunea tradițională susține că Apostolul Ioan, despre care se susține că ar fi scris Evanghelia după Ioan și epistolele lui Ioan, era exilat în Patmos în arhipelagul egeu în timpul domniei lui Domițian și că ar fi scris acolo Apocalipsa. Cei care sunt în favoarea autorului apostol arată către mărturia Părinților timpurii ai Bisericii (vezi „Viziunea timpurie” mai sus) și către similitudinile dintre Evanghelia după Ioan și Apocalipsă. De exemplu, ambele opere sunt soteriologice și conțin o hristologie înaltă, afirmând partea divină a lui Isus mai degrabă decât partea sa omenească, prezentă preponderent în evangheliile sinoptice. În Evanghelia după Ioan și în Apocalipsă Isus este numit „Cuvântul lui Dumnezeu” (Ὁ λόγος τοῦ Θεοῦ), deși contextul Apocalipsei este foarte diferit față de cel din evanghelie. Cuvântul din Apocalipsa 19:13 este parte din judecată dar în Ioan 1:1 imaginea este folosită pentru a vorbi despre un rol în creația lumii și în mântuire.
Explicațiile diferențelor dintre operele lui Ioan oferite de cei care propun un același autor includ analiza motivelor și scopurilor de la baza scrierilor, publicul diferit căruia i se adresează cărțile, colaborarea autorului cu sau utilizarea unor scribi diferiți și vârsta înaintată la care Apostolul Ioan a scris Apocalipsa. Charles Erdman (1866–1960) a apărat teza autorului apostolic și a scris că numai Apostolul Ioan se potrivește imaginii autorului desprinsă din text.

### Viziuni moderne
Metodele mai recente de cercetare, cum ar fi critica textuală, au fost foarte influente în a sugera că Apostolul Ioan, Ioan Evanghelistul și Ioan de Patmos au fost trei indivizi diferiți. Diferențele de stil, de conținut teologic și de familiaritate cu limba greacă dintre Evanghelia după Ioan, epistolele lui Ioan și Apocalipsă sunt văzute de unii cercetători ca indicând trei autori diferiți.
Cercetătorul biblic englez Robert Henry Charles (1855–1931) a raționat pe baza temeiurilor textuale interne că această carte a fost editată de cineva care nu vorbea ebraica și care dorea să propovăduiască o teologie diferită de cea a lui Ioan. Ca urmare, totul de după Apocalipsa 20:3, susține el, a fost lăsat anapoda, fără a mai încerca să structureze logic scrierea. Mai mult, afirmă el, povestea înfrângerii celor zece regate a fost ștearsă și înlocuită de Apocalipsa 19:9-10. Teologia castității lui Ioan a fost înlocuită cu teologia celibatului total al editorului, care nu prea are înțeles în timp ce biserica adevărată a lui Ioan este simbolizată drept soția Mielului. Cel mai important, editorul a rescris complet teologia mileniului a lui Ioan, „golind-o de orice înțeles”.
John Robinson în Redating the New Testament (1976) a criticat aspru poziția lui Charles și a acceptat autorul apostol, datând Evanghelia după Ioan înaintea asediului Ierusalimului din 70 e.n. El argumentează de asemenea că greaca „săracă” a lui Ioan este un procedeu literar datorită faptului că galileenii erau renumiți pentru greaca lor excelentă. El afirmă: „Greaca Apocalipsei nu este cea a unui începător ale cărui gramatică și vocabular s-ar putea îmbunătăți și maturiza în cele ale evanghelistului. Ea este greaca vulgară a cuiva care știe precis ce trebuie [să spună]”.
S-a susținut de asemenea că versetele cheie ale cărții, în general de la cap. 4 la cap. 22, sunt supraviețuiri ale mărturiilor despre profețiile lui Ioan Botezătorul. Din acest punct de vedere, Mielul lui Dumnezeu și alte puncte culminante ale Apocalipsei sunt corelate cu ceea ce se cunoaște despre Ioan Botezătorul, deși trebuie mărturisit că nu se cunoaște prea mult despre el.
„Deși tradițiile antice îi atribuie Apostolului Ioan cea de-a patra evanghelie, Apocalipsa și cele trei Epistole ale lui Ioan, cercetătorii moderni cred că el nu a scris niciunul din aceste texte.”—Stephen L. Harris, Understanding the Bible

## Interpretări
Apocalipsa are o mare varietate de interpretări, plecând de la mesajul simplu că trebuie să avem încredere că Dumnezeu va învinge (interpretarea simbolică), ajungând la scenarii complexe (interpretarea futuristă), până la perspectivele criticilor care neagă că Apocalipsa ar avea vreo valoare spirituală.
La începutul erei creștine, creștinii priveau această carte ca prevestind evenimente viitoare, în special venirea unui mileniu de paradis pe pământ. În Antichitatea târzie și Evul Mediu, Biserica dezaproba ideea mileniului drept regat literal de o mie de ani. Odată cu Reforma Protestantă oponenții catolicismului au adoptat o viziune istoricistă, în care apocalipsa prezisă se desfășoară de-a lungul istoriei bisericii. În secolul al XIX-lea, futurismul (credința că predicțiile sale se referă la evenimente care nu s-au întâmplat încă) a înlocuit în mare parte istoricismul la protestanții conservatori.

### Viziuni religioase

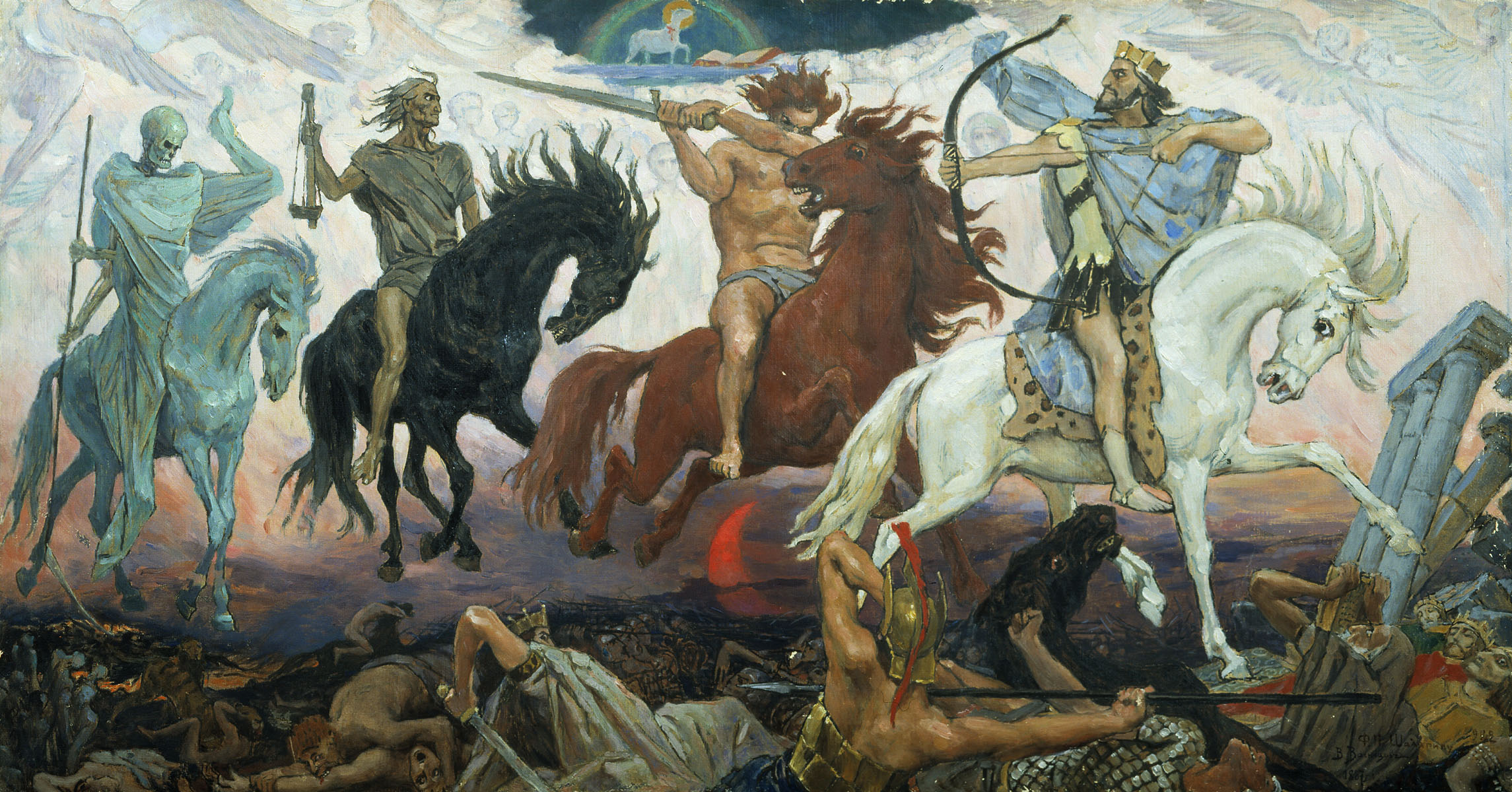
Cei patru călăreți ai Apocalipsei, Воины Апокалипсиса, pictură de Viktor Vasnetsov, 1887

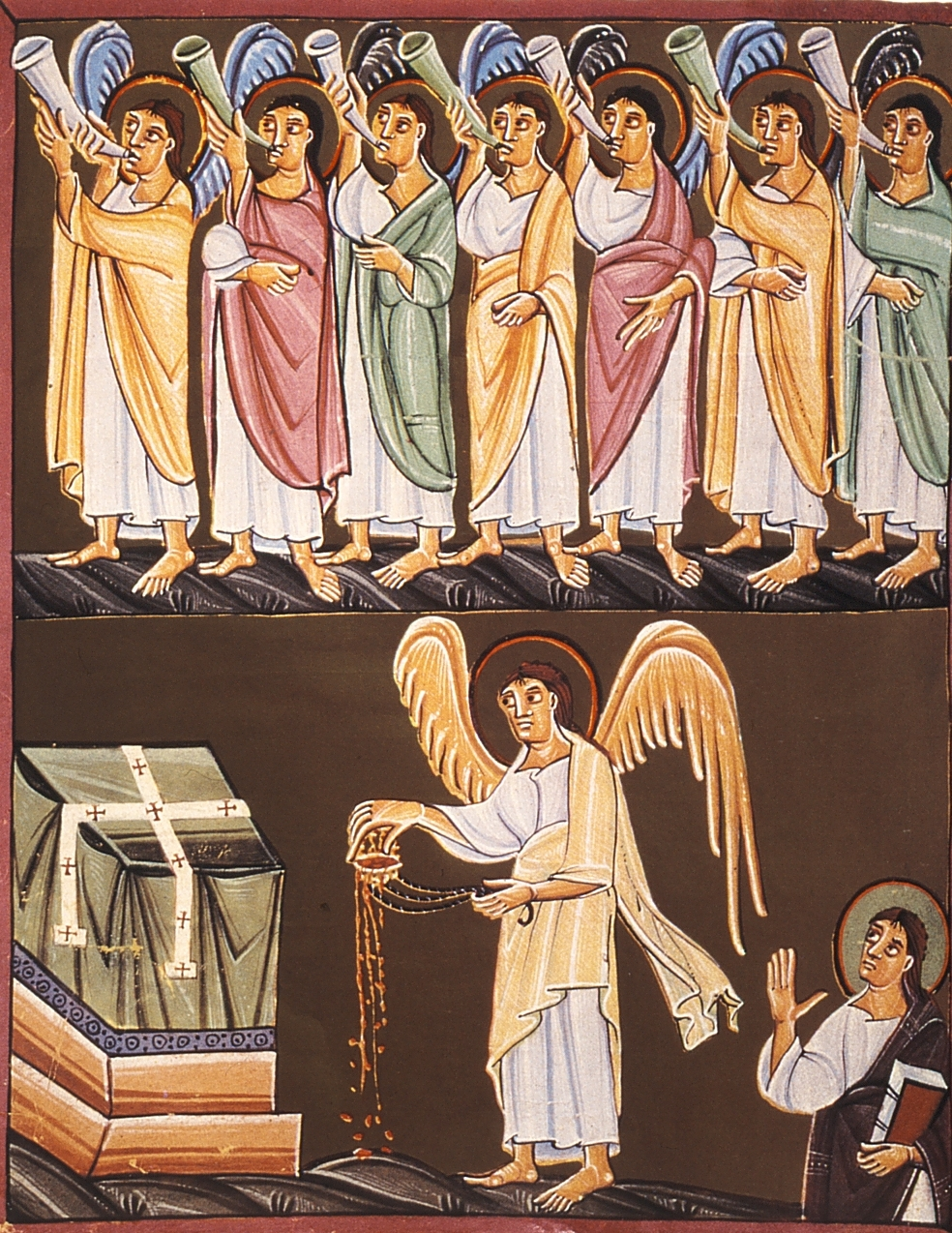
Cele șapte trâmbițe din Apocalipsă, Bamberg, sec. al XI-lea

#### Viziunea futuristă
Viziunea futuristă consideră toate sau cea mai mare parte din profeții ca referindu-se la viitor, cu puțin timp înainte de a doua venire, în special atunci când e vorba de interpretarea lui Daniel, Isaia 2:11-22, Tesaloniceni 4:15-5:11 și a altor secțiuni eshatologice ale Bibliei.
Interpretările futuriste prezic de obicei o înviere a morților și o răpire la cer a celor vii, în care toți creștinii adevărați și cei care nu au atins vârsta responsabilității sunt aduși la Hristos în vremea în care Împărăția lui Dumnezeu va veni pe pământ. Ei cred de altfel că urmează o vreme a încercării - o perioadă de șapte ani în care credincioșii vor fi persecutați și martirizați peste tot în lume, ei fiind purificați și întăriți prin asta. Futuriștii nu au căzut de acord când vor fi răpiți la cer credincioșii, dar în această privință există trei mari viziuni: 1) înainte de încercare; 2) aproape de sau la mijlocul vremii de încercare; sau 3) la sfârșitul vremii de încercare. Există și a patra viziune de răpiri multiple la cer de-a lungul vremii încercării, dar aceasta nu este una din viziunile acceptate pe larg în această privință.
Dispensaționaliștii (pretribulaționiștii) cred că toți creștinii aflați în viață vor fi luați să-l întâmpine pe Hristos înainte de a începe vremea încercării. Astfel, creștinii sunt „feriți” de vremea încercării, așa cum Noe a fost ferit atunci când Dumnezeu a judecat lumea antediluviană.
Mediotribulaționiștii cred că răpirea la cer a credincioșilor va avea loc la aproximativ jumătatea vremii încercării, după ce ea începe, dar înainte de partea ei cea mai grea. Unii mediotribulaționiști, în special cei care cred în răpirea la cer a bisericii înainte de vremea mâniei, cred că mânia lui Dumnezeu se va revărsa în timpul „Marii Încercări”, care este limitată la ultimii trei ani și jumătate a vremii încercării, după ce credincioșii au fost ridicați la Hristos.
Posttribulationiștii cred că creștinii vor fi ridicați în nori cu Hristos și i se vor alătura lui în momentul întoarcerii sale pe pământ. (Pretribulaționistul Tim LaHaye susține că o răpire la cer de după vremea încercării este viziunea cea mai apropiată de cea crezută de biserica primară.)
Toate cele trei viziuni susțin că creștinii se vor reîntoarce cu Hristos la sfârșitul vremii încercării. Susținătorii celor trei viziuni afirmă că Israelul va fi obligat să semneze un tratat de pace pe șapte ani cu Antihristul, cu care vor începe cei șapte ani ai vremii încercării. Mulți susțin că Antihristul va fi conducătorul unui Imperiu Roman reînviat, dar localizarea geografică a acestui imperiu nu este cunoscută. Hal Lindsey sugerează că acest Imperiu Roman va fi centrat în Europa de Vest, având Roma drept capitală. Tim LaHaye propagă credința că Babilonul va fi capitala unui imperiu mondial. Joel Richardson și Walid Shoebat au scris amândoi cărți profețind un Imperiu Roman de Răsărit reînviat, care se va afla în granițele Imperiului Otoman. (Istanbul are de asemenea șapte dealuri, a fost o capitală a Imperiului Roman și este cunoscut drept Cornul de Aur - semnificativ date fiind referințele eshatologice la „Cornul cel mic” Daniel 7:8, Daniel 8:9.)
Există de asemenea o variantă futuristă conform căreia vremea încercării poate apărea în fiecare generație, adică Satan are mereu un antihrist pregătit și există mereu un stat național care poate deveni Imperiul Roman renăscut. Această variantă a fost dezvoltată de Angela Hunt în cartea ei de ficțiune The Immortal.
Viziunea futuristă a fost propusă inițial de doi scriitori catolici, Manuel Lacunza și Ribera. Lacunza a scris sub pseudonimul „Ben-Ezra”, iar opera sa a fost interzisă de Biserica Catolică. Ea a devenit populară în secolele XIX și XX, astfel încât azi ea e cea mai cunoscută teorie futuristă. Cărți despre răpirea la cer de autori cum ar fi Hal Lindsey iar mai recent serialul de romane Left Behind (de Jerry Jenkins și Tim LaHaye) și filmele cu același nume au popularizat foarte mult acestă școală de gândire.

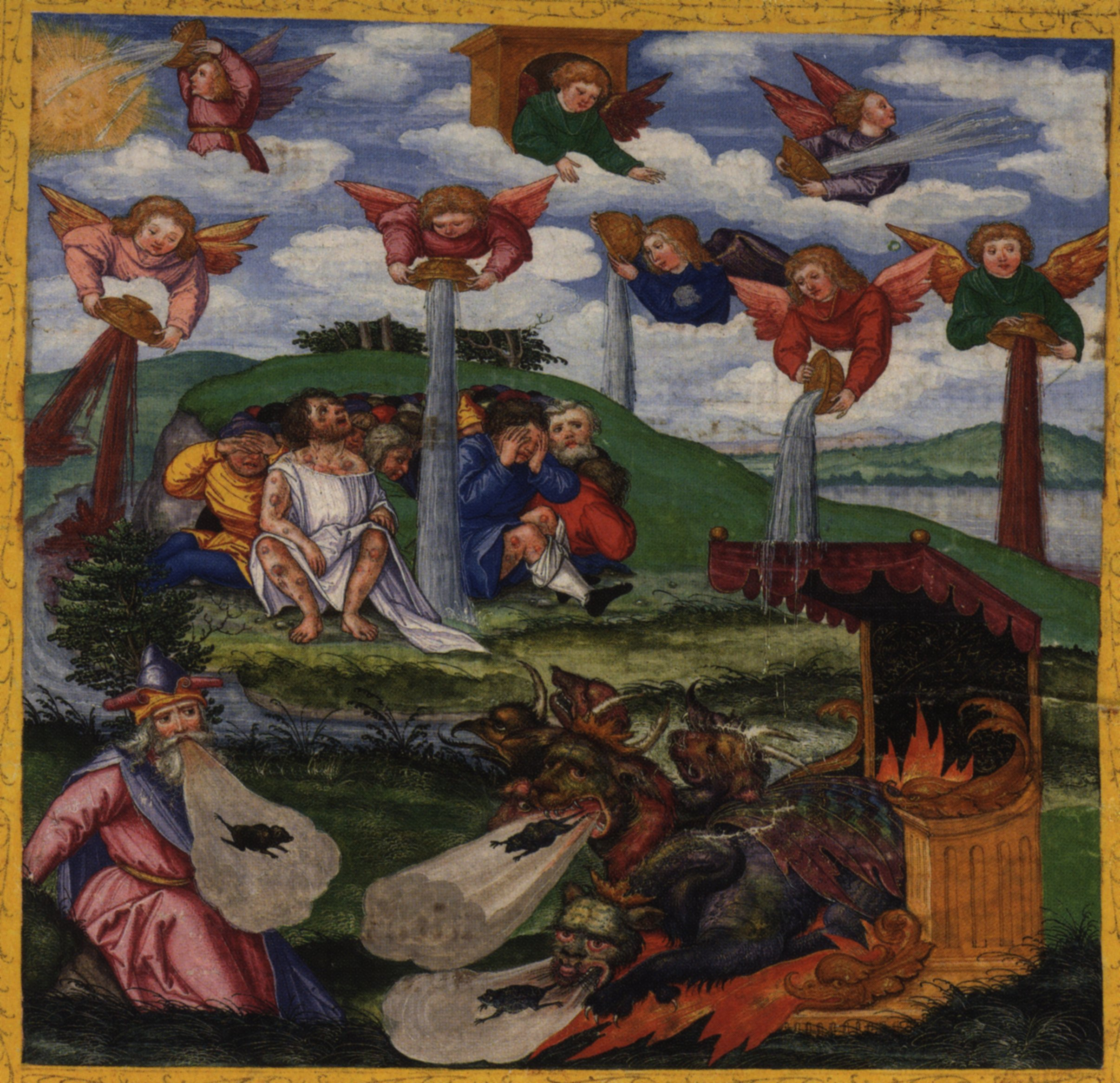
Primele șase plăgi din Apocalipsa 16:1-16 (autor Matthias Gerung).

Diferitele viziuni asupra vremii încercării sunt o submulțime a unor interpretări teologice despre Mileniul menționat în Apocalipsa cap. 20. Există trei mari interpretări: premilenialism, amilenialism și postmilenialism.
Premilenialismul crede că Hristos se va întoarce pe pământ, îl va lega pe Satan și va domni pentru o mie de ani literali pe pământ, capitala regatului său fiind la Ierusalim. Astfel Hristos se întoarce înainte („pre-”) de mia de ani menționată în Apocalipsa cap. 20. Există două subclase de premilenialism: dispensațional și istoric. O formă anume de premilenialism este văzută ca fiind cea mai veche viziune milenială din istoria bisericii. Papias, considerat de unii drept discipol al Apostolului Ioan, era un premilenialist, conform lui Eusebiu din Cezareea. De asemenea Iustin Martirul și Filozoful și Ireneu de Lyon și-au exprimat în scrierile lor credința în premilenialism.
Amilenialismul, viziunea tradițională a Bisericii Catolice, crede că mia de ani menționată nu sunt („a-”) o mie de ani literali, ci este o exprimare figurată pentru ceea ce acum este epoca bisericii, în mod obișnuit timpul de la înălțarea lui Hristos până la a doua sa venire. Această viziune provine de la Augustin de Hipona.  Amilenialiștii au opinii diferite despre cadrul temporal al mileniului. Unii afirmă că acesta a început la Rusalii, alții că a început cu împlinirea profeției lui Isus cu privire la distrugerea Templului de la Ierusalim (70 e.n.) iar alte puncte de debut au fost de asemenea propuse. Este aprig disputat dacă această eshatologie ar fi fost rezultatul cezaropapismului, și dacă acesta a fost motivul pentru care premilenialismul a fost condamnat de Biserica Catolică.
Postmilenialismul crede că Hristos se va intoarce după („post-”) o mie de ani literală sau la figurat, în care lumea să fi devenit preponderent creștină. Aceasta era viziunea lui Jonathan Edwards.

#### Viziunea istoricistă
Istoriciștii susțin că evenimentele prezise de Biblie au avut loc de-a lungul istoriei. Istoricismul a căpătat popularitate odată cu Reforma Protestantă. În secolul al XIX-lea, odată cu apariția dispensaționalismului, protestanții conservatori au abandonat în mare parte istoricismul în favoarea futurismului.
Adventiștii afirmă o interpretare istoricistă a predicțiilor Bibliei din Cartea Apocalipsei, corelând evenimente istorice deja infaptuite cu evenimentele descrise in Apocalipsa lui Ioan, dar asteptand sa se infaptuiasca si altele ce nu s-au petrecut inca, prezise in Cartea Apocalipsei.
Rastafarienii interpretează istoricist Cartea Apocalipsei, legând-o atât de evenimente din secolul XX cum ar fi încoronarea Împăratului etiopian Haile Selassie și Al Doilea Război Italo-Etiopian, cât și de evenimente viitoare cum ar fi a doua venire a lui Selassie din ziua judecății.

#### Viziunea preteristă
Preterismul susține că Apocalipsa constituie o profeție a evenimentelor care s-au întâmplat în primul secol al erei noastre. Preterismul a fost enunțat de iezuitul Luis De Alcasar în timpul Contrareformei. Rolul viziunii preteriste a fost cel de a proteja Biserica Catolică față de atacurile din partea protestanților, care considerau că Papa este Antihristul.
Interpretările preteriste identifică fie Ierusalimul fie Imperiul Roman ca fiind persecutorii Bisericii, adică ele fiind „Babilonul”, „Mama curvelor”, etc. Ei văd Armaghedonul ca fiind judecarea de către Dumnezeu a evreilor, executată de armata romană, care este identificată cu „fiara”. Ele văd Apocalipsa ca fiind împlinită în anul 70 e.n., atunci începând prin urmare prezența deplină a lui Dumnezeu în mijlocul omenirii. Unii preteriști văd a doua jumătate a Apocalipsei ca referindu-se la Roma, la persecuțiile împotriva creștinilor și la căderea Imperiului Roman.

#### Viziunea creștin-ortodoxă

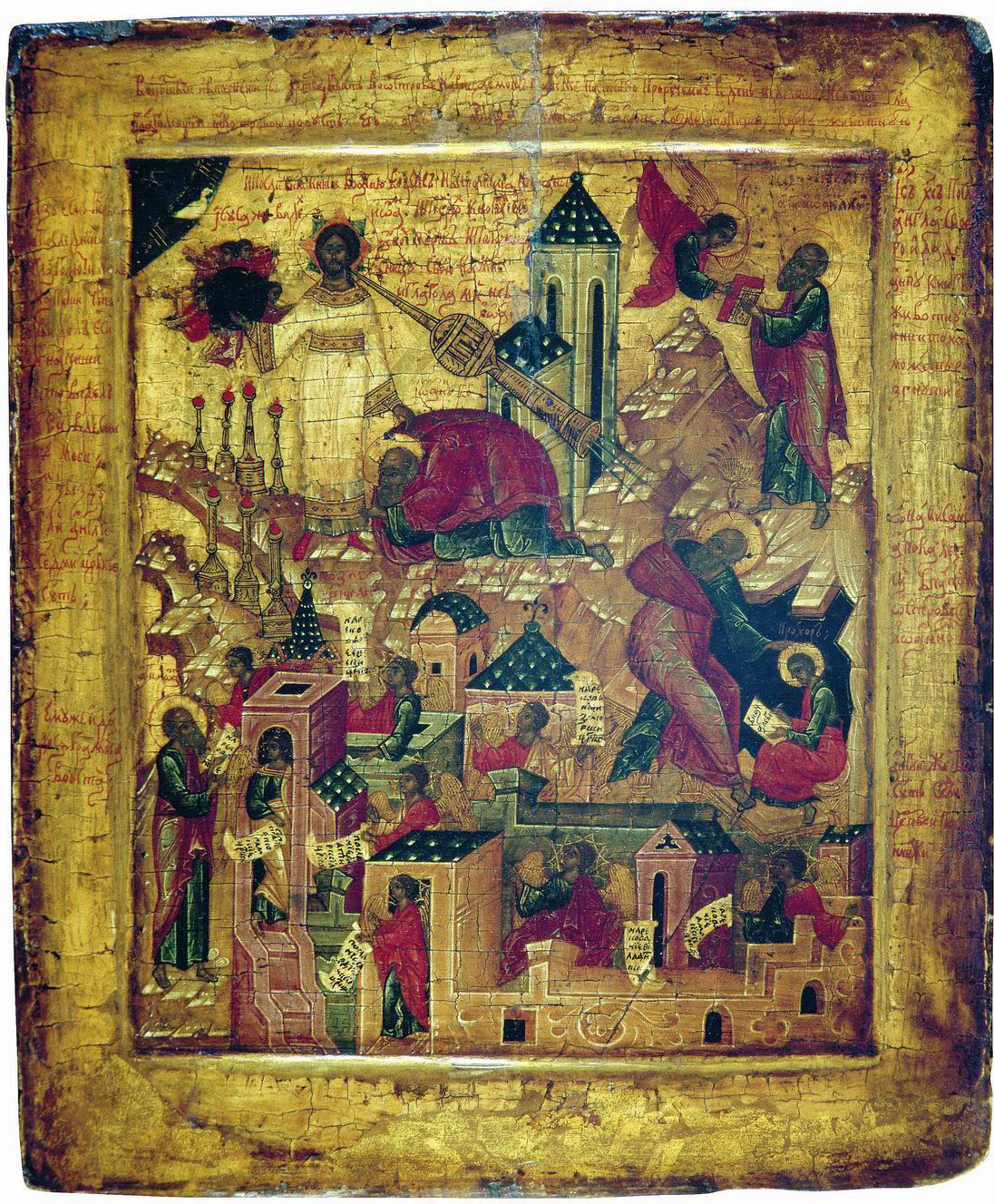
Icoană ortodoxă a Apocalipsei Sf. Ioan (sec. XVI).

Ortodoxia consideră textul ca descriind simultan evenimente contemporane și drept profeție a evenimentelor care vor urma, pentru care evenimentele contemporane constituie o prefigurare. Ea respinge încercările de a determina dacă evenimentele descrise de Apocalipsă ar avea loc în prezent prin a le corela cu evenimente contemporane, luând în serios avertismentul Scripturii împotriva celor care proclamă prematur că „El e aici!”. În loc de asta, cartea este văzută drept un avertisment pentru a fi gata din punct de vedere moral și spiritual pentru sfârșitul vremurilor, oricând ar veni el („ca un hoț noaptea”), el venind la momentul ales de Dumnezeu și nefiind un moment care poate fi grăbit sau prezis de către muritori. Acest punct de vedere este împărtășit de mulți catolici, deși există o pluralitate de opinii asupra naturii Apocalipsei în catolicism.
Cartea Apocalipsei este singura carte din Noul Testament care nu este citită în cursul slujbelor Bisericii Ortodoxe. În Biserica Ortodoxă Coptă (care nu se află în comuniune cu Biserica Ortodoxă dar îi e similară ei din punct de vedere liturgic), toată Cartea Apocalipsei este citită în Noaptea Apocalipsei sau Sâmbăta Mare (ajunul Învierii).

#### Viziunea liturgică pascală
Această viziune, exprimată atât de teologi protestanți cât și de teologi catolici, consideră adorarea liturgică, în special ritualurile de Paști ale creștinătății timpurii ca fundalul și contextul înțelegerii structurii și semnificației Cărții Apocalipsei. Această perspectivă este explicată în The Paschal Liturgy and the Apocalypse (ediție nouă, 2004) de Massey H. Shepherd, un cercetător episcopal și în lucrarea lui Scott Hahn The Lamb's Supper: The Mass as Heaven on Earth (1999), în care el afirmă că forma Apocalipsei este structurată conform creației, căderii, judecății și mântuirii. Cei care susțin acest punct de vedere afirmă că distrugerea Templului (70 e.n.) a avut un efect profund asupra poporului evreu, nu doar în Ierusalim ci și printre evreii din jurul Mediteranei, care vorbeau grecește. Ei consideră că Apocalipsa ne prezintă euharistia timpurie, afirmând că ea este noua adorare din Templul unui Pământul Nou și Cer Nou. Ideea că euharistia este o prefigurare a ospățului ceresc este de asemenea cercetată de metodistul britanic Geoffrey Wainwright în cartea sa Eucharist and Eschatology (Oxford University Press, 1980).

#### Viziunea netrinitariană
Pentru Isaac Newton a șaptea pecete a Apocalipsei a fost deschisă în anul 380 d.Hr. prin afirmarea trinitarianismului atanasian, ceea ce constituia, după Newton, Marea Apostazie.

#### Viziunea esoterică
Viziunile esoterice asupra Apocalipsei afirmă că ea are niveluri de înțelegere multiple, cel mai rudimentar fiind cel literal sau „litera moartă”. Cei care sunt instruiți în cunoașterea esoterică intră treptat pe nivele tot mai subtile de înțelegere a textului. Ei văd cartea ca oferind atât o serie de avertismente date omenirii cât și o descriere amănunțită a proceselor interne, spirituale, ale sufletului individual.
Cabaliștii gnostici cred că Apocalipsa (la fel ca Geneza) este o carte foarte profundă de simbolism cabalistic. Acest punct de vedere este expus de învățători cum ar fi H.P. Blavatsky, Eliphas Levi și Rudolf Steiner.
Gnosticii creștini este improbabil să fie atrași de Apocalipsa deoarece le repugnă doctrina mântuirii prin Mielul sacrificat, care este parte centrală a Apocalipsei. Gnosticii creștini „credeau în iertarea păcatelor, dar nu printr-un sacrificiu pentru păcat... ei îl acceptau complet pe Hristos; viața iar nu moartea lui era nota dominantă a învățăturii și practicii lor.”
James Morgan Pryse era un gnostic esoterist care vedea Apocalipsa drept versiune occidentală a teoriei hinduse a chakrelor. El și-a început lucrarea astfel: „Scopul acestei cărți este să arate că Apocalipsa este un manual de dezvoltare spirituală și nu o istorie criptică sau o profeție, așa cum se crede de obicei.” Diverse astfel de teorii nu au reușit să capete o largă recunoaștere. Dar Christopher Rowland afirmă: „vor fi mereu fire libere care vor refuza să fie țesute ca întreg. Prezența firelor care refuză cu încăpățânare integrare în țesătura frumoasă a imaginii noastre despre lume nu subminează de obicei acestă imagine.”

#### Viziunea discipolilor radicali
Viziunea discipolilor radicali susține că Apocalipsa este cel mai bine înțeleasă ca un manual pentru a deveni un discipol radical; adică a rămâne fidel spiritului și învățăturilor lui Isus și a evita asimilarea de către societatea din jurul său. Din această perspectivă, agenda primară a cărții este de a dezvălui că puterile lumești sunt niste impostori care caută să se opună căilor lui Dumnezeu. Tentația principală pentru creștinii din primul secol și de azi este de a înceta să mai respecte învățăturile neviolente și exemplul lui Isus, fiind momiți de adoptarea necritică a valorilor mondiale, naționale sau culturale - imperialismul fiind cel mai periculos și insidios. Această perspectivă (legată strâns de teologia eliberării) provine din abordările unor cercetători biblici radicali cum ar fi Ched Myers, William Stringfellow, Richard Horsley, Daniel Berrigan, Wes Howard-Brook, și Joerg Reiger.

#### Viziunea spirituală pascală
Există o perspectivă conform căreia Cartea Apocalipsei descrie o bătălie spirituală care a avut loc atunci când Isus era pe cruce și apoi în mormânt. Unii baptiști primitivi cred că acesta este sensul dat ei de autor.

### Viziuni estetice și literare
Mulți scriitori și teoreticieni ai literelor au contribuit la o gamă largă de viziuni despre originile și scopurile Cărții Apocalipsei. Unii din acești scriitori nu au legături cu cultele creștine, dar ei au găsit în Apocalipsa o sursă de inspirație. Apocalipsa a fost abordată prin filosofia hindusă și prin Midrash-ul evreiesc. Alții au subliniat aspecte   literare care au fost ignorate, cum ar fi similarități dintre inspirația profetică și inspirația poetică modernă sau paralele cu dramele eline. În ultimii ani au apărut teorii care se concentrează asupra modului în care cititorii interacționează cu textul pentru a crea înțelesuri proprii și nu sunt interesate de ceea ce voia să spună la origini autorul.
Charles Cutler Torrey a predat limbile semitice la Universitatea Yale. Contribuția sa majoră a fost să arate că profeții, cum ar fi scribul Apocalipsei, devin mult mai inteligibili când sunt considerați în mod primar drept poeți. El considera că acest punct de vedere a fost pierdut din vedere deoarece cele mai multe Biblii în limba engleză traduc totul drept proză. Poezia a fost de asemenea motivul pentru care Ioan nu a citat niciodată în mod direct profeții dinaintea lui. Dacă ar fi făcut așa ceva, ar fi trebuit să folosească poezia lor ebraică, în timp ce el dorea să-și scrie propria poezie. Torrey sublinia că Apocalipsa a fost scrisă la origini în aramaică. Tocmai de aceea traducerile grecești care ni s-au transmis au fost scrise într-un idiom atât de ciudat. Era vorba de o traducere literală care trebuia să respecte avertismentul din Apocalipsa 22:18 și anume că nu era permisă sub nicio formă coruperea textului. Conform lui Torrey, povestea spune că „A Patra Evanghelie a fost adusă la Efes de un creștin refugiat din Palestina curând după jumătatea primului secol. Ea era scrisă în aramaică.” Mai târziu efesenii au susținut că acest refugiat era însuși discipolul cel iubit. Mai târziu Ioan a fost expulzat de Nero și a murit în Patmos după ce a scris Apocalipsa. Torrey susținea că până în anul 80 e.n., când creștinii au fost dați afară din sinagogi, mesajul creștin era proclamat mai întâi în sinagogă și, din motive culturale, trebuia ca evanghelistul să fi vorbit în aramaică, altfel „el nu ar fi fost ascultat.” Torrey arăta cum cele trei cântece principale din Apocalipsă (cântarea cea nouă, cântarea lui Moise și a mielului și corul din Apocalipsa 19:6-8) toate sunt scrise în mod firesc în patru versuri metrice plus o coda. Alte momente dramatice din Apocalipsa, cum ar fi Apocalipsa 6:16, în care oamenii îngroziți strigă să fie ascunși se supun aceleiași reguli.
Christina Rossetti era o poetă victoriană care credea că stimularea simțurilor de către lumea naturală își află sensul firesc în moarte și în Dumnezeu. Al ei The Face of the Deep este o meditație asupra Apocalipsei. În opinia ei, ceea ce Apocalipsa ne învață este răbdarea. Răbdarea este cea mai aproape de perfecțiune, atât cât o permite firea omenească. Cartea sa, care este scrisă în mare parte în proză, erupe frecvent în poezie sau jubilare, la fel ca însăși Apocalipsa. Importanța viziunilor lui Ioan aparține creștinilor din toate timpurile ca o meditație la prezentul continuu. Aceste treburi sunt eterne și se află înafara considerațiilor umane obișnuite. „Acea iarnă care va fi moartea Timpului pare că nu are să se sfârșească. O iarnă după care nu urmează nicio primăvară... - cine o poate suporta?” Ea a tratat cu competență aspectele răzbunării din mesajul lui Ioan: „Câțiva sunt chemați să țină judecata; tuturor, fără excepție, li se cere să aibă milă.” Concluzia ei era că creștinii trebuie să îl privească pe Ioan drept „reprezentat al tuturor fraților săi” astfel încât ei „să spere precum a sperat el, să iubească precum a iubit el.”
Mai nou s-au dezvoltat moduri estetice și literare care se concentrează asupra Apocalipsei ca operă de artă, operă a imaginației, văzând imaginile ei drept descrieri simbolice ale unor adevăruri eterne și ale victoriei binelui asupra răului. Elisabeth Schüssler Fiorenza a scris Revelation: Vision of a just world (Apocalipsa: viziunea unei lumi juste) din punctul de vedere al retoricii. Astfel, înțelesul Apocalipsei este determinat în parte de felul în care Ioan exprimă anumite lucruri și în parte de contextul în care cititorii recepționează mesajul ei și pe de altă parte de apelul cărții la ceva dincolo de logică. Viziunea Prof. Schüssler Fiorenza că Apocalipsa este foarte importantă azi, ca mesaj de eliberare a grupurilor dezavantajate. Cartea lui Ioan este o viziune a unei lumi juste, nu o sete răzbunătoare de distrugere a lumii. Opinia ei că mesajul Apocalipsei nu are note de gen a cauzat dezacord. Ea afirmă că trebuie să privim dincolo de simboluri, în loc de a ne face un fetiș din ele. Tina Pippin exprimă o părere opusă: și anume că Ioan scrie „literatură de groază” și că „misoginia care stă la baza povestirii este împinsă la extrem”. Prof. Schüssler Fiorenza ar vrea parcă să spună că a lui Ioan carte seamănă mai mult cu science fiction; ea nu prezice viitorul, ci folosește conceptele timpului său pentru a arăta cum realitatea de zi cu zi ar putea fi foarte diferită.
D. H. Lawrence avea o viziune opusă, pesimistă, asupra Apocalipsei în finalul cărții sale Apocalypse. El vedea limbajul folosit de Apocalipsa ca fiind sumbru și destructiv; un „produs al morții”. În locul acestui mesaj el voia să propage un individualism implicat public (pe care el îl identifica lui Isus cel istoric suplinit de o conștiință cosmică prost definită) împotriva celor doi dușmani firești ai săi. Pe unul îl numea „suveranitatea intelectului” pe care îl vedea întrupat într-o societate totalitară bazată pe tehnologie. Celălalt dușman era numit de el „vulgaritatea” și asta era ce observase el în Apocalipsă: „Dacă ești sărac dar nu umil este foarte plăcut... să-ți duci dușmanii la pieire, în timp ce tu ești ridicat în slavă. Și nicăieri nu se întâmplă asta mai evident decât în Apocalipsă.” Obiecțiile sale estetice la adresa Apocalipsei erau că simbolistica ei era nefirească și că expresii ca „mânia Mielului” erau „ridicole”. El vedea Apocalipsa ca fiind compusă din două jumătăți opuse. În prima jumătate era prezent proiectul unei înnoiri cosmice de „mari spații cerești chaldeene”, jumătate care îi plăcea. Apoi cartea se oprea asupra nașterii unui bebeluș Mesia. După aceasta urma „ura stridentă și simpla poftă... de sfârșire a lumii.” Lawrence a inventat cuvântul „Patmossers” (tradus: „Patmosiștii”) pentru a-i descrie pe acei creștini care se pot bucura în paradis numai dacă știu că dușmanii lor suferă chinurile iadului.

### Viziuni științifice
Cercetarea biblică modernă încearcă să înțeleagă Apocalipsa din perspectiva contextului istoric a primului secol, în cadrul genului literar evreiesc și creștin de literatură apocaliptică.
Această abordare consideră textul drept o depeșă către șapte comunități istorice din Anatolia. Din această perspectivă, expresii ca „vremea s-a apropiat” trebuiau interpretate în mod literal de către aceste comunități. Prin urmare lucrarea este privită ca un avertisment de a nu se conforma societății greco-romane a acelui timp, societate pe care Ioan o „dezvăluie” ca monstruoasă, demonică și supusă pedepsei divine.
Acceptarea Apocalipsei în canonul biblic este și ea rezultatul unui proces istoric, care nu a diferit esențial de cariera altor texte. Excluderea din canon a altor texte de literatură apocaliptică a acelui timp poate lămuri desfășurarea proceselor istorice asupra ceea ce era considerat oficial drept ortodoxie, asupra ce era considerat drept heterodox și ce era considerat drept eretic. Interpretarea înțelesurilor și simbolurilor sunt ancorate în ceea ce dorea să spună autorul și ce putea înțelege publicul său din acel timp; un mesaj către creștini de a nu se integra culturii imperiale romane era mesajul central al lui Ioan. Deci, scrisoarea sa (scrisă conform tipicurilor genului literar apocaliptic) este de natură pastorală, iar simbolismul Apocalipsei trebuie înțeles doar în contextul ei istoric, literar și social. Cercetătorii studiază convențiile literaturii apocaliptice și evenimentele primului secol pentru a lămuri ce ar fi vrut să comunice autorul.
Într-o  discuție despre Apocalipsă din 23 august 2006, Papa Benedict al XVI-lea afirma: „Vizionarului din Patmos, identificat cu apostolul, îi sunt oferite o serie de viziuni pentru a îmbărbăta creștinii din Asia în mijlocul persecuțiilor și proceselor de la sfârșitul primului secol.”

### Critici
Agnosticul Robert G. Ingersoll a numit în secolul al XIX-lea Apocalipsa drept „cea mai nebunească dintre toate cărțile”. Unul din Părinții Fondatori ai SUA, Thomas Jefferson, a omis-o împreună cu cea mai mare parte a canonului biblic din Biblia lui Jefferson și era de părere că Apocalipsa este o carte lipsită de orice înțeles, comparând-o cu „nălucirile unui maniac, nu mai demnă și nici mai capabilă de a fi explicată decât incoerența viselor noastre nocturne”. Friedrich Engels a susținut că Apocalipsa lui Ioan era în principal o lucrare politică, anti-romană. George Bernard Shaw a calificat-o ca fiind „o descriere ciudată a viziunilor unui drogat”.
Martin Luther și-a schimbat de-a lungul vremii perspectiva asupra Apocalipsei. În prefața la traducerea germană a Apocalipsei pe care a scris-o în 1522, el afirma că nu consideră cartea drept profetică sau apostolică deoarece „Hristos nu este nici predicat și nici cunoscut în cadrul ei”. Dar în prefața complet nouă pe care a scris-o în 1530, și-a schimbat punctul de vedere și a conchis că Hristos este personajul central al cărții. El conchidea: „Așa cum vedem din această carte, dincolo de toate plăgile, monștrii și îngerii răi, Hristos este totuși de partea sfinților și obține victoria finală.”  Jean Calvin „avea serioase dubii despre valoarea acestei cărți.”
Apocalipsa face parte din „Antilegomena lui Luther”, împreună cu Evrei, Iacob și Iuda.

### Afirmații pro-biblice
Chiar dacä aceastä carte Apocalipsa a fost asa de contovers discutatä ca fiind "cea mai nebuneascä dintre toate cärtile" existä totusi foarte multe pro argumete. Existä in limbajul Apocalipsei nenumärate cuvinte, simboluri si imagini care adeveresc autenticitatea acestei cärti. Dupä Carson si Mooè (Einleitung in das Neue Testament), limbajul pe care Ioan il foloseste este acelasi limbaj care se gäseste si in Evangelia dupä Ioan, dar s si in 1 Ioan. De exemplu: "mielul", "cuvintul" "pästor". Dar si dualismele folosite in Ioan se pot regäsii aici :  "intuneric/luminä", "adevär/minciunä". Rienecker (Lexikon zur Bibel) adaugä la aceasta listä: "viatä", "moarte", "sete","invinge","martor".